# Klaus von Klitzing
Klaus von Klitzing (* 28. června 1943, Środa Wielkopolska) je německý fyzik. V roce 1985 obdržel Nobelovu cenu za fyziku za objev kvantového Hallova jevu.

## Přínos pro metrologii
Konstanta {\displaystyle R_{\mathrm {K} }=h/e^{2}}, jež nese jeho jméno, odpovídá hallovskému odporu (násobenému celým číslem) měřenému za podmínek kvantového Hallova jevu a tento odpor je velmi málo závislý na detailech vzorku, na němž měření probíhá. V metrologii to umožňuje definovat odporový standard a velikost příslušného odporu je definována právě pomocí von Klitzingovy konstanty {\displaystyle R_{\mathrm {K} }}. V rozhovoru v roce 2016 se o této konstantě vyjádřil: „Nejdůležitější je pro mě ale von Klitzingova konstanta. Ta zůstává, je nesmrtelná, a proto také nemám strach ze smrti.“